# Paraspora
Paraspora Heydrich, 1900  é o nome botânico de um gênero de algas vermelhas marinhas pluricelulares da família Corallinaceae, subfamília Mastophoroideae.

## Espécies
Apresenta 2 espécies:
- Paraspora calcarea  (Pallas) Heydrich, 1908

= Phymatolithon calcareum  (Pallas) W.H. Adey & D.L. McKibbin, 1970
- Paraspora fruticulosa  (Kützing) Heydrich, 1900

= Spongites fruticulosa  Kützing, 1841